# 凯弗马克特
凯弗马克特（德語：Kefermarkt）是奥地利上奥地利州弗赖施塔特县的一个市镇。总面积27.8平方公里，总人口2095人，人口密度75.4人/平方公里（2005年）。